# Eupelminae
Eupelminae Walker, 1833, è una sottofamiglia di insetti (Hymenoptera Chalcidoidea, fam. Eupelmidae) comprendente specie parassitoidi.

## Descrizione
Gli Eupelminae si distinguono dagli altri Eupelmidi per la presenza di una regione membranosa, visibile ventralmente, fra il mesoepisterno e le coxe del secondo paio di zampe. I tarsi del secondo paio di zampe delle femmine sono rivestiti ai margini da spine o setole. Il mesoscuto è allungato e mostra nelle femmine delle sculture concave a forma di V, mentre nei maschi ha i notauli completi.
È frequente il brachiterismo o il microtterismo.

## Sistematica
La sottofamiglia comprende i seguenti generi :
- Anastatus
- Arachnophaga
- Argaleostatus
- Australoodera
- Brasema
- Calymmochilus
- Cervicosus
- Coryptilus
- Ecnomocephala
- Enigmapelma
- Eueupelmus
- Eupelmus
- Eutreptopelma
- Lecaniobius
- Lutnes
- Macreupelmus
- Merostenus

- Mesocomys
- Omeganastatus
- Ooderella
- Oozetetes
- Paranastatus
- Phenaceupelmus
- Phlebopenes
- Psomizopelma
- Reikosiella
- Rhinoeupelmus
- Taphronotus
- Tineobiopsis
- Tineobius
- Uropelma
- Xenanastatus
- Zaischnopsis